# Zhao Tuo
Zhào Tuó ou Ziu To (chinois : 趙佗 ; pinyin : Zhào Tuó ; cantonais Jyutping : Ziu⁶ To⁴; vietnamien : Triệu Đà) fut le premier Roi de la Nanyue (pays Viet méridional) de 203 AÈC (ou 204 AÈC) à 137 AÈC. Il fut célèbre pour sa politique « paix parmi les Viêts » (chinois : 和集百越 ou 和輯百越), qui a encouragé les mariages entre les immigrants chinois et les autochtones viêts. 

## Biographie

### La conquête des terres des Viêts

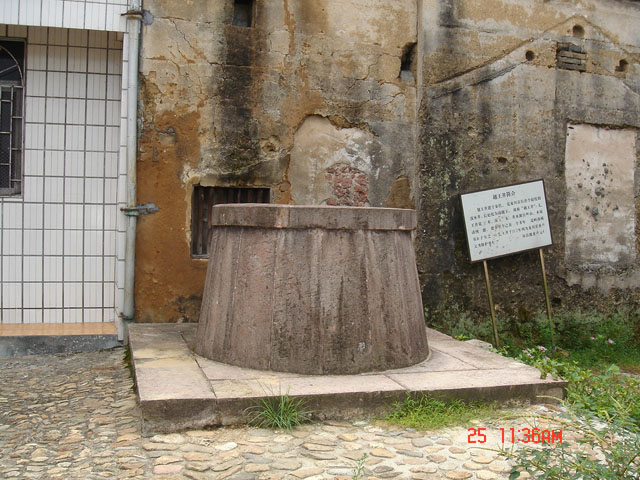
Le, un puits que Zhào Tuó a fait construire pendant son mandat comme le lord-maire de Lóngchuān.

En 219 AÈC, Qín Shǐ Huáng a envoyé 500 000 soldats, commandés par Tú Suī (zh) et Zhào Tuó, à une conquête des terres « viêt » au sud des Cinq arêtes (zh). Dans la même année, les armées de la dynastie Qin ont conquis les terres qui seront devenues le Guangdong. En 214 AÈC, les armées de la dynastie Qin ont conquis complètement les terres viêts. Cependant, Tú Suī fut tué pendant la conquête de Xī Ōu (zh), une tribu viêt, avant la victoire finale. Dans le but de poursuivre la conquête, Qín Shǐ Huáng a nommé Rén Xiāo (zh) pour remplacer Tú Suī.
Après la conquête, Qín Shǐ Huáng a établi trois nouvelles commanderies aux territoires annexés: Nánhǎi (zh), Guìlín (zh) et Xiàng (zh). Rén Xiāo fut nommé le gouverneur militaire de la commanderie de Nánhǎi. La commanderie de Nánhǎi fut divisée en quatre métropoles: Bóluó, Lóngchuān, Pānyú (zh) et Jiēyáng. Zhào Tuó fut nommé le lord-maire de Lóngchuān à cause de position stratégique importante de Lóngchuān sur les plans militaire et géographique. Une fois devenu lord-maire, Zhào Tuó a mis en application sa politique dite de « paix parmi les Viêts », en encourageant les mariages entre les immigrants chinois et les autochtones viêts. Zhào Tuó a aussi demandé à Qin Shi Huang de faire migrer 500 000 Chinois afin de peupler les nouvelles commanderies.

### La fondation d'un nouveau royaume
En 209 AÈC, la tyrannie de Qín Èr Shì déclencha le soulèvement de Chén Shèng et Wú Guǎng, suivi par la Guerre Chu-Han entre Liú Bāng et Xiàng Yǔ. Les guerres dans la plaine centrale ont désorganisé le pays. Cependant, les Cinq arêtes apportaient une protection aux trois commanderies contre les guerres.
En 208 AÈC, Rén Xiāo tomba gravement malade. Avant sa mort, Rén convoqua Zhào Tuó pour lui confier que la commanderie de Nánhǎi, protégée par les Cinq arêtes et ayant accès à la Mer méridionale, avait le potentiel pour devenir un pays indépendant. Rén a publié un décret nommant Zhào comme gouverneur militaire par intérim. Après le mort de Rén, Zhào a ordonné immédiatement à tous les soldats sous son commandement de résister aux  attaques possibles des hommes de la plaine centrale. Zhào a aussi fait assassiner les fonctionnaires nommés par la dynastie de Qin pour les remplacer par ses propres fidèles.
En 206 AÈC, après l'effondrement de la dynastie de Qin, Zhào Tuó entra en  guerre dans le but d'annexer les commanderies de Guìlín et de Xiàng.
En 204 AÈC, après l'annexion des deux commanderies, Zhào fonda le royaume de Nanyue, avec pour capitale Pānyú, et il se proclama  «Roi martial de Nanyue» (chinois : 南越武王; vietnamien : Nam Việt Vũ Vương).

### Les nouvelles relations avec la dynastie Han
En 202 AÈC, Liú Bāng a adopté le titre d'« Empereur » après avoir éliminé les autres seigneurs de guerre, y compris Xiàng Yǔ. Ensuite, Liú a nommé Wú Ruì (zh) comme nouveau roi féodal des trois commanderies. À l'été du 196 AÈC, Liú a nommé Lù Jiǎ (zh) envoyé spécial au Nanyue dans l'espoir de convaincre Zhào Tuó de se soumettre à l’autorité de la dynastie Han. Lù Jiǎ a loué la force de la dynastie Han et a mis Zhào Tuó en garde contre les risques que le Nanyue serait simplement incapable de se défendre contre les armées de la dynastie Han. Il a menacé également de tuer les parents plus ou moins proches de Zhào Tuó, qui vivaient toujours dans les territoires de la dynastie Han, et de détruire leurs cimetières ancestraux, avant de contraindre les Viêts à destituer Zhào Tuó lui-même. Après de telles menaces, Zhào Tuó a décidé d'accepter le sceau, que Liú Bāng lui a accordé, et de se soumettre à l’autorité de la dynastie Han. Le Nanyue est devenu ensuite un vassal de fait de la dynastie Han et Liú Bāng a reconnu Zhào Tuó comme le dirigeant des trois commanderies. Des relations commerciales furent établies à la frontière entre le Nanyue et la dynastie de Han, via son royaume semi-autonome de Changsha.
Après le mort de Liú Bāng en 195 AÈC, son impératrice douairière, Lǚ Zhì, est devenue la dirigeante de fait de la dynastie Han. Lǚ Zhì a interdit le commerce du fer et de certains animaux avec le Nanyue aux territoires entre la pleine centrale et le Nanyue. Zhào Tuó soupçonnait que Lǚ était en cours de préparer une attaque contre Nanyue et que leurs armées pouvaient envahir le Nanyue en provenance de Changsha. Zhào Tuó a donc lancé une attaque préventive contre Changsha et les armées du Nanyue ont réussi à annexer quelques cités de Changsha. Les armées de la dynastie Han, commandées par Zhōu Zào, furent envoyées vers le sud. Cependant, beaucoup de ses soldats tombèrent malades car ils n'étaient pas habitués au climat chaud et humide du sud et les armées ne pouvaient pas pénétrer les Cinq arêtes. Après le mort de Lǚ Zhì en 180 AÈC, la dynastie Han a terminé l'attaque contre le Nanyue. Zhào Tuó s'est proclamé l' « Empereur martial de Nanyue » et a décrété que le Nanyue ne sera plus un vassal de la dynastie Han.
En 179 AÈC, Liú Héng a monté sur le trône comme l'empereur de la dynastie Han. Après le couronnement, Liú Héng a ordonné à ses fonctionnaires de retourner à Zhèngdìng, où les cimetières ancestraux de Zhào Tuó se trouvent, d'y installer une garnison pour protéger la ville et de faire régulièrement des offrandes aux ancêtres de Zhào. Son premier ministre, Chén Píng (zh), a suggéré d’envoyer Lù Jiǎ, que Zhào Tuó déjà connaissait, à Nanyue pour la deuxième fois. Lù Jiǎ est retourné donc à Pānyú et a remis une lettre de l’empereur à Zhào Tuó. La lettre a souligné que c'étaient les politiques de l’impératrice Lǚ Zhì qui ont provoqué l’hostilité marquant les relations entre Nanyue et la dynastie Han et les souffrances des citoyens vivant à proximité de la frontière. Zhào Tuó a décidé de se soumettre à nouveau à la dynastie de Han et d'abandonner son titre d'«empereur» pour reprendre celui de «roi». Dès lors, Nanyue est redevenu officiellement un vassal de la dynastie Han. Cependant, la plupart de ces changements furent superficiels et Zhào Tuó a continué à s'appeler «empereur» dans tout le Nanyue, jusqu'à la fin de son règne.

### Le mort
Zhào Tuó est mort en 137 AÈC. Son corps est enseveli à Pānyú. Quand Zhào Tuó mourut, il était déjà plus que centenaire et tous ses fils étaient morts. Son petit-fils Zhào Mò (zh) hérita donc du trône.